# Phyllodromia striata
Phyllodromia striata är en tvåvingeart som beskrevs av Collin 1928. Phyllodromia striata ingår i släktet Phyllodromia och familjen dansflugor. Inga underarter finns listade i Catalogue of Life.